# Jaakko Friman
Jaakko Friman   (Tampere, 13 de gener de 1904 - Tampere, 17 de febrer de 1987) fou un patinador de velocitat sobre gel finlandès que va competir durant les dècades de 1920 i 1930.
El 1928 va prendre part en els Jocs Olímpics de Sankt Moritz, on guanyà la medalla de bronze en la prova dels 500 metres del programa de patinatge de velocitat. Aquesta medalla fou compartida amb John Farrell i Roald Larsen.
Va participar en el Campionat del Món de Patinatge de velocitat sobre gel de 1934 i al d'Europa de 1935.
A nivell nacional guanyà quatre medalles, totes en 500 metres. Va guanyar l'or el 1929, la plata el 1928 i 1934 i el bronze el 1935.